# Tuva Hansen
Tuva Hansen, född den 4 augusti 1997 i Bryne, är en norsk fotbollsspelare.

## Karriär
Tuva Hansen inledde sin seniorkarriär i Klepp år 2013. Hon har även spelat för Arna-Bjørnar och Brann innan hon 2023 kontrakterades för Bayern München. Hon har även representerat det norska damlandslaget där hon debuterade år 2017.